# Raphaël Manso de Zuñiga

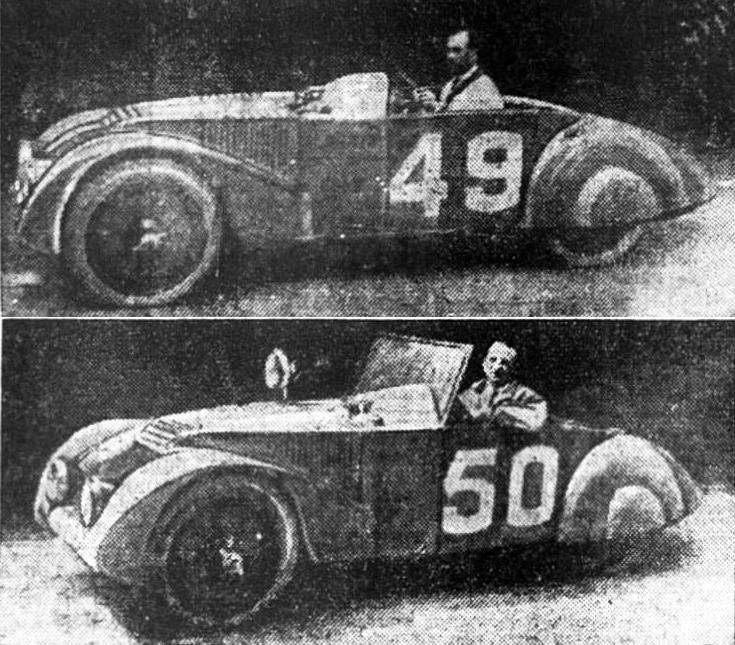
24-Stunden-Rennen von Le Mans 1925, der Chenard-Walcker Z1 Spéciale von Raphaël Manso de Zuñiga und Raymond Glaszmann (Startnummer 50, unteres Bild)

Raphaël Manso de Zuñiga y Montesinos (* 7. Januar 1898 in Aiara; † 14. Juni 1975 in Madrid) war ein spanischer Autorennfahrer.

## Karriere
De Zuñiga  war der erste Spanier der am 24-Stunden-Rennen von Le Mans teilnahm. Bei zweiten Rennen der Le-Mans-Geschichte war er als Partner von Christian Dauvergne auf einem Werks-Chenard & Walcker 2-Litre 10/12CV gemeldet. Das Rennen konnte er als Fünfter der Gesamtwertung beenden. 1925 folgte mit dem zehnten Endrang auch ein Klassensieg. Gemeinsam mit Raymond Glaszmann, diesmal auf einem Chenard & Walcker Tank, gewann er den 1. Biennial Cup und damit den Index of Performance.
Sein größter Erfolg im Motorsport war der Sieg beim Großen Preis von Guipúzcoa 1926, einem Touren- und Sportwagenrennen das auf dem Circuito Lasarte in Donostia-San Sebastián. Wieder als Werksfahrer von Chenard & Walcker gewann die Rennveranstaltung mit Partner René Léonard vor den Teamkollegen André Lagache und André Pisart.
Dreimal, 1925, 1926 und 1928, betritt er auch das 24-Stunden-Rennen von Spa-Francorchamps. Beste Platzierung im Schlussklassement war der siebte Rang 1926.

## Statistik

### Le-Mans-Ergebnisse
| Jahr | Team              | Fahrzeug                          | Teamkollege         | Platzierung             | Ausfallgrund |
| ---- | ----------------- | --------------------------------- | ------------------- | ----------------------- | ------------ |
| 1924 | Chenard & Walcker | Chenard & Walcker 2-Litre 10/12CV | Christian Dauvergne | Rang 5                  |              |
| 1925 | Chenard & Walcker | Chenard-Walcker Z1 Spéciale       | Raymond Glaszmann   | Rang 10 und Klassensieg |              |

### 24-St-Spa-Ergebnisse
| Jahr | Team              | Fahrzeug                    | Teamkollege       | Platzierung | Ausfallgrund |
| ---- | ----------------- | --------------------------- | ----------------- | ----------- | ------------ |
| 1925 | Chenard & Walcker | Chenard-Walcker Z1 Spéciale | Raymond Glaszmann | Ausfall     | Unfall       |
| 1926 | Chenard & Walcker | Chenard-Walcker Z1 Spéciale | André Pisart      | Rang 7      |              |
| 1930 |                   | Bugatti T30                 | de Thier          | Ausfall     | Wagenbrand   |